# Daniel Fathers
Daniel Luther Fathers (* 23. März 1966 in London) ist ein britischer Schauspieler, der für die Rolle des „Brown Cessario“ in dem Film Camp Rock und dessen Fortsetzung Camp Rock 2: The Final Jam bekannt ist. Des Weiteren hatte er eine Rolle in der ersten Episode bei der dritten Staffel der Serie „Heartland“.

## Filmografie (Auswahl)
- 2000: Relic Hunter – Die Schatzjägerin (Relic Hunter, Fernsehserie, 1 Folge)
- 2002: Die Brady Family im Weißen Haus (The Brady Bunch in the White House)
- 2008: Camp Rock
- 2008: Pontypool
- 2008: Murdoch Mysteries (Fernsehserie, 1 Folge)
- 2009: 90210 (Fernsehserie, 1 Folge)
- 2009–2012: Heartland – Paradies für Pferde (Heartland, Fernsehserie)
- 2010: Camp Rock 2: The Final Jam
- 2012: The Listener – Hellhörig (The Listener, Fernsehserie, 1 Folge)
- 2015: Orphan Black (Fernsehserie, 1 Folge)
- 2016: Dark Matter (Fernsehserie, 3 Folgen)
- 2016: The Void – Es gibt eine Hölle. Dies hier ist schlimmer. (The Void)
- 2017: A Christmas Prince
- 2018: Mute
- 2018: Snatch (Fernsehserie, 10 Folgen)
- 2019: Project Ithaca
- 2024: House of the Dragon (Fernsehserie, 1 Folge)